# Замочек
Замочек (укр. Замочок) — село в Жолковской городской общине Львовского района Львовской области Украины.
Население по переписи 2001 года составляло 727 человек. Занимает площадь 20,40 км². Почтовый индекс — 80344.